# 7 Seconds
7 Seconds este un cântec interpretat de Youssou N'Dour și Neneh Cherry. Cântecul a fost un hit internațional în 1994, rămânând în topuri pentru aproape jumătate de an. Cântecul este multi-național: senegalezul N'Dour și suedeza Cherry interpretează cântecul în Wolof, engleză și franceză.
Videoclipul cântecului este alb-negru și arată oameni mergând în vreme ce interpreții cântă. Când ei cântă refrenul, apar diferite fețe ale unor oameni.